# Punkt wymiany ruchu internetowego
Punkt wymiany ruchu internetowego (ang. Internet Exchange Point, IXP) – obiekt sieciowy, który umożliwia połączenie międzysystemowe pomiędzy więcej niż dwoma niezależnymi sieciami (systemami autonomicznymi), głównie do celów ułatwienia wymiany ruchu internetowego. Punkt wymiany ruchu internetowego zapewnia połączenie międzysystemowe wyłącznie systemów autonomicznych. Punkt wymiany ruchu internetowego nie wymaga, aby ruch internetowy między jakąkolwiek parą uczestniczących systemów autonomicznych przechodził przez jakikolwiek trzeci system autonomiczny, ani nie powoduje zmian w tym ruchu, ani w inny sposób w niego nie ingeruje. Na świecie istnieje ponad 100 punktów wymiany ruchu internetowego, z czego 60 znajduje się w Europie i 26 w Ameryce Północnej (2005). Największe europejskie punkty wymiany są zrzeszone w European Internet Exchange Association (Euro-IX). W Stanach Zjednoczonych punkty wymiany ruchu internetowego nazywane są również Network Access Point (NAP).
Pierwszym punktem wymiany ruchu w Polsce był uruchomiony przez ATM S.A. punkt wymiany ruchu pomiędzy sieciami IKP (AToM) i Internet Technologies. Kolejno do tego punktu dołączali: węzeł w CIUW, Supermedia, Medianet, Polska On-line, Polbox i inni ówcześni ISP.
W 2023 roku w Polsce rozpoczęła działalność jedna z najbardziej zarezerwowanych i nowoczesnych punktów wymiany ruchu internetowego w Europie Wschodniej – 1-IX. Do sieci 1-IX można podłączyć się w ponad 30 centrach danych zlokalizowanych w miastach takich jak Warszawa, Amsterdam, Frankfurt, Praga, Londyn, Bratysława, Kijów, Lwów, Odessa, Alcobendas oraz w innych kluczowych lokalizacjach.

## Największe punkty wymiany ruchu na świecie
- AMS-IX(inne języki) w Amsterdamie
- LINX(inne języki) w Londynie
- DE-CIX(inne języki) we Frankfurcie nad Menem
- France-IX(inne języki) w Paryżu
- JPNAP(inne języki) w Tokio i Osace
- Netnod(inne języki) w Sztokholmie
- MSK-IX(inne języki) w Moskwie
- 1-IX w Warszawa

## Operatorzy realizujący komercyjne usługi połączeń międzyoperatorskich w Polsce
- 1-IX w Warszawa
- Exatel
- Orange Polska (wcześniej: TP S.A.)
- T-Mobile (wcześniej: GTS Poland)
- ATMAN
- Naukowa i Akademicka Sieć Komputerowa NASK
- POL-34/Pionier
- Virtual Telecom
- Connected
- Netia
- EPIX
- PozIX
- KORBANK (WRIX)